# Reggimento "Genova Cavalleria" (4º)
Il Reggimento "Genova Cavalleria" (4°) è fra i reggimenti dell'arma di Cavalleria dell'Esercito Italiano quello che ha le origini più antiche Oggi appartiene alla specialità "Cavalleria di linea", attualmente è inquadrato nella Brigata di Cavalleria "Pozzuolo del Friuli" e ha sede a Palmanova. È il solo reggimento dell'Esercito Italiano ad essere stato ricompensato con due medaglie d'oro allo Stendardo per lo stesso fatto d'arme (1796)

## Storia

### Origini
Il reggimento viene costituito il 26 gennaio 1683 col nome di Dragoni di Verrua per poi assumere alcuni anni dopo prima quello di Dragoni di S.A.R. e infine quello di Dragoni di Sua Maestà che mantiene per tutto il Settecento. Prende parte a tutte le guerre che coinvolsero il Regno di Sardegna durante il secolo distinguendosi particolarmente nelle battaglie del Tidone (1746) e del Bricchetto (1796).

### Risorgimento
Il bel reggimento Genova Cavalleria che turbinò per dieci campi di battaglia tra Villafranca e Santa Lucia (CUORE, E. De Amicis)

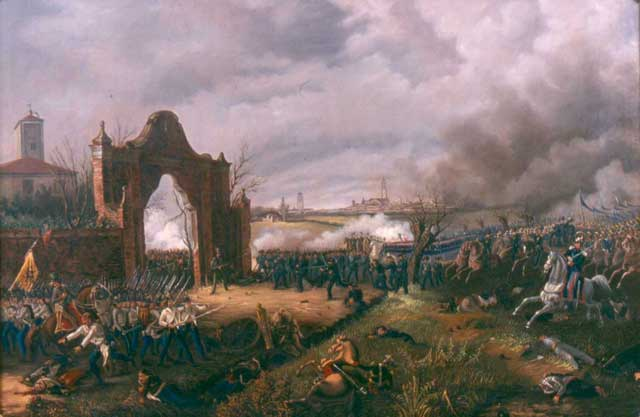
Battaglia di Novara, 23 marzo 1849 in un dipinto dell'epoca

### Campagna in Africa orientale
Nel 1935 «Genova» costituisce il I e II Gruppo mitraglieri autocarrati che vengono inviati in Africa Orientale: dove parteciparono all'eroica conquista di Neghelli, il 20 gennaio 1936 questi gruppi, assieme ai due di Aosta, prenderanno il nome di «Raggruppamento Cavalieri di Neghelli». Una citazione è inserita nel Bollettino n. 103 del 22 gennaio 1936 del Comando Supremo.

### Guerra d'Albania
Nel 1939 il II Gruppo squadroni, con il I e II plotone del 5º squadrone mitraglieri, partecipa alla campagna per la conquista dell'Albania, inquadrate nel reggimento di formazione comandato dal colonnello Raffaele Pelligra.

### Seconda guerra mondiale
Lo scoppio della seconda guerra mondiale vedeva in linea generale le forze armate italiane notevolmente distanziate sul piano tecnologico rispetto agli eserciti alleati.
In particolare l'arma di cavalleria, afflitta da mille remore conservatrici che nel ventennio tra le due guerre ne impedirono la meccanizzazione, entrava in guerra con le proprie unità ancora "a cavallo", cioè con armamento, addestramento, ordinamento e capacità complessive del tutto inadeguate rispetto alle esigenze della guerra meccanizzata. Con l'esclusione di alcuni reparti corazzati che vennero costituiti nei primi anni di guerra e impiegati autonomamente distaccati dai reggimenti cui solo nominalmente appartenevano, il grosso della cavalleria preferì conservare le proprie caratteristiche tradizionali benché ormai fosse chiaro a tutti che erano del tutto obsolete. La riconversione di un paio di reggimenti di cavalleria in unità corazzate avvenne infatti con incolmabile ritardo e non poterono risultare impiegabili se non agli inizi del 1943. Purtroppo Genova fu fra i reggimenti di cavalleria che conservarono la fisionomia a cavallo per l’intero secondo conflitto mondiale e si presentó all’appuntamento in splendida forma ma del tutto inadeguato ai tempi
Nella 2ª guerra mondiale l’unità viene impiegata in Croazia mentre un gruppo squadroni moto-mitraglieri mobilitato dal deposito reggimentale viene impiegato come reparto autonomo in Africa Settentrionale, dove il suo comportamento a Sollum e a Sidi Omar viene elogiato anche dagli avversari. Mentre il grosso di Genova, rientrato in Italia, viene colto dall'armistizio a Dronero presso Cuneo, a Roma un gruppo di formazione costituito col personale del deposito del reggimento partecipa ai combattimenti di Porta San Paolo dove cade il capitano Vannetti Donnini alla cui memoria sarà attribuita la medaglia d'oro al valor militare.
Ma ancora vanno ricordati alcuni ufficiali un tempo appartenuti al reggimento e transitati volontariamente alla neonata specialità paracadutisti, tutti caduti e decorati anch'essi con la massima ricompensa al valor militare: capitano Gastone Simoni, capitano Costantino Ruspoli di Poggio Suasa, tenente colonnello Carlo Ruspoli di Poggio Suasa ad El Alamein; tenente colonnello Alberto Bechi Luserna, in Sardegna.

#### Reparti generati 1940-43
III Gr. cost. Genova Cavalleria
IV Gr. cost. Genova Cavalleria
XIX Gr. app. Genova Cavalleria
XXVII Gr. cost. Genova Cavalleria
XXIX Gr. app. Genova Cavalleria
V Gr. mitr. Genova Cavalleria
XXXIX Gr. mitr. Genova Cavalleria
LIII Gr. app. Genova Cavalleria
LIV Gr. app. Genova Cavalleria
LV Gr. cost. Genova Cavalleria

XI Btg. Movimento Stradale Genova Cavalleria

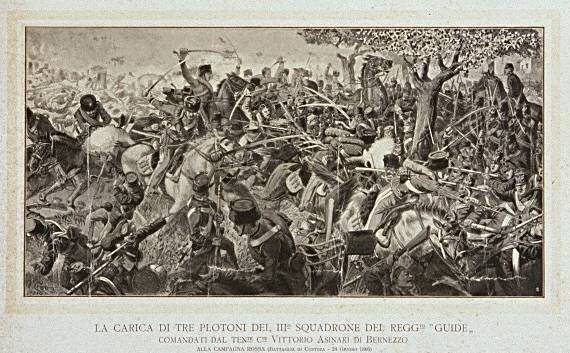
Carica della Cavalleria Italiana a Custoza in una litografia dell'epoca

## Struttura del Reggimento
- Comando di reggimento
- Squadrone di supporto logistico "Quota 144"
- Gruppo squadroni
  - 1º Squadrone esplorante "Bricchetto"
  - 2º Squadrone esplorante "Bicocca"
  - 3º Squadrone esplorante "Pozzuolo del Friuli"
  - 4º Squadrone blindo pesanti "Buriasco"

## Onorificenze
Nella sua storia il 4º Reggimento "Genova Cavalleria" ha meritato le seguenti onorificenze allo Stendardo:

## Riconoscimenti
- Nel 2005 la città di Genova conferisce il Grifo d'Oro.[8]

## Stemma
Scudo: Inquartato da una croce di rosso: nel primo d'argento all'aquila di nero col volo abbassato, accompagnata da quattro fiamme trifide moventi dai cantoni, la prima e la quarta d'azzurro picchiettate e bordate d'argento, la seconda e la terza di rosso picchiettate d'oro e bordate dello stesso; nel secondo e terzo d'argento alla banda d'azzurro caricata in cuore da una stella d'argento; nel quarto a cinque punti d'oro equipollenti a quattro d'azzurro, alla bordatura d'argento. Il tutto abbassato al capo d'oro caricato al centro da uno scudetto di rosso alla croce d'argento con in punta un monte di verde di tre cime.
Ornamenti esteriori: sullo scudo corona turrita d'oro, accompagnata sotto da nastri annodati nella corona, scendenti e svolazzanti in sbarra e in banda al lato dello scudo, rappresentativi delle ricompense al Valore.

Sotto lo scudo su lista bifida d'oro, svolazzante, con la concavità rivolta verso l'alto, il motto "Soit à pied soit à cheval mon honneur est sans ègal", tradotto "Sia a piedi che a cavallo il mio onore non ha uguali".

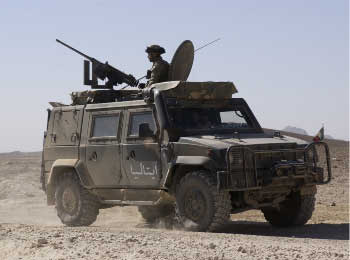
VTLM Lince

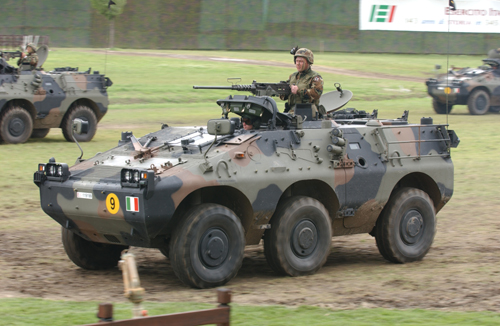
Puma 6X6

## Insegne e simboli
- Il Reggimento indossa il fregio che è comune sia ai reparti dei Dragoni che dei Cavalieri; è composto da una "dragona" diritta con il numero distintivo del reggimento al centro della bomba. Il fregio è in metallo argentato opaco poggiante su un cerchio lucido indossato con il basco, fregio dorato per il berretto rigido.
- La mostreggiatura del reggimento come per tutte le unità della specialità "cavalleria di linea" sono le fiamme a tre punte e richiamano i colori tradizionali dei baveri; per il Reggimento "Genova Cavalleria" sono gialle . Alla base della mostrina si trova la stella argentata a 5 punte bordata di nero, simbolo delle forze armate italiane.

## Festa del reggimento
Il reggimento festeggia "il Bricchetto" il 21 aprile, in occasione della ricorrenza della battaglia del colle del Bricchetto nei pressi di Mondovì, avvenuta il 21 aprile del 1796 ove il reggimento, caso unico nell'esercito italiano, si guadagna 2 medaglie d'oro al valor militare, attaccando ed avendo la meglio su un numero di nemici ben superiori, facilitando la ritirata della Fanteria del Re.

## Armi e mezzi in dotazione
Informazioni ricavate dalla pagina del Reggimento "Lancieri di Aosta" nel sito dello Stato Maggiore dell'Esercito.

### Armamento
- Pistola automatica "BERETTA 92 FS" cal.9
- Fucile d'assalto "AR 70/90" cal. 5,56
- Arma di reparto "MINIMI" cal. 5,56
- Arma di reparto "MG 42/59" cal. 7,62 NATO
- Arma di reparto Browning cal. 12,7

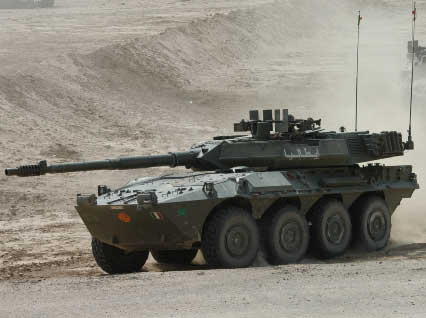
Autoblindo 8x8 Centauro

- OD 82/SE

### Mezzi
- Land Rover AR 90
- Iveco VM 90
- Puma 6x6
- Autoblindo 8x8 Centauro
- Motociclo da ricognizione Cagiva 350 W12
- VTLM Lince

## Comandanti
| 1   | Colonnello Giuseppe Maria Scaglia Conte di Verrua                | 26 gennaio 1683   |
| 2   | Colonnello Antonio Solaro Conte di Macello                       | 10 febbraio 1691  |
| 3   | Colonnello Francesco Conte d'Alinges                             | 4 dicembre 1699   |
| 4   | Colonnello Carlo Pallavicino Conte di S.Stefano                  | 23 aprile 1702    |
| 5   | Colonnello Giuseppe Piccon Conte di Perosa                       | 27 maggio 1707    |
| 6   | Colonnello Ludovico Piccon Conte di Perosa                       | 20 settembre 1731 |
| 7   | Colonnello Benedetto Saluzzo Conte della Manta                   | 23 gennaio 1735   |
| 8   | Colonnello Francesco Maria Della Villa                           | 4 gennaio 1753    |
| 9   | Colonnello G. Battista Morozzo Marchese della Rocca              | 10 aprile 1755    |
| 10  | Colonnello Claudio Marchese Maffei                               | 27 maggio 1762    |
| 11  | Colonnello Giuseppe Antonio Maffei Conte di Boglio               | 8 aprile 1776     |
| 12  | Colonnello Giuseppe Felice Carron di S. Tomaso                   | 15 settembre 1778 |
| 13  | Colonnello Giuseppe Matteo Albertengo di Bagnolo                 | 5 febbraio 1779   |
| 14  | Colonnello Alessandro Moretti d'Envie                            | 22 novembre 1780  |
| 15  | Colonnello Giacinto di Bomport Conte di Megeve                   | 2 gennaio 1784    |
| 16  | Colonnello G. Battista D'Oncieu Marchese De Chafferon            | 22 febbraio 1796  |
| 17  | Colonnello Francesco Domenico Veuillet de Chevelu                | 1 settembre 1814  |
| 18  | Colonnello Carlo Canera Conte di Salasco                         | 11 febbraio 1815  |
| 19  | Colonnello Gaetano Balbo                                         | 15 giugno 1815    |
| 20  | Colonnello Pietro Saibante Conte di S. Uberto                    | 22 dicembre 1815  |
| 21  | Colonnello Corrado Magnocavallo Conte di Varengo                 | 25 gennaio 1821   |
| 22  | Colonnello Carlo Giuseppe Maffei Conte di Boglio                 | 5 agosto 1821     |
| 23  | Colonnello Ippolito Gerbaix Conte di Sonnaz                      | 30 giugno 1830    |
| 24  | Colonnello Carlo Ignazio Prati di Ravagnasco                     | 7 dicembre 1831   |
| 25  | Colonnello Francesco Calleri di Sala                             | 2 novembre 1833   |
| 26  | Colonnello Luigi Colomb D'Arcines                                | 5 gennaio 1839    |
| 27  | Colonnello Flaminio Avogadro Conte di Valdengo                   | 27 marzo 1848     |
| 28  | Colonnello Giacinto Valfrè Conte di Bonzo                        | 13 marzo 1849     |
| 29  | Colonnello Giorgio Maria Oggero                                  | 5 maggio 1849     |
| 30  | Colonnello Annibale Signoris Conte di Buronzo                    | 11 luglio 1851    |
| 31  | Colonnello Luigi Soman                                           | 26 giugno 1859    |
| 32  | Colonnello Ferdinando Aribaldi Ghilini                           | 27 settembre 1862 |
| 33  | Colonnello Vittorio Barattieri Conte di S. Pietro                | 6 aprile 1864     |
| 34  | Colonnello Giovanni Battista Enrico Barone Laugier               | 12 maggio 1897    |
| 35  | Colonnello Gaspare Conte Gnecco                                  | 15 luglio 1877    |
| 36  | Colonnello Giuseppe Bertolazzone                                 | 10 aprile 1884    |
| 37  | Colonnello Francesco Vicino Pallavicino                          | 30 marzo 1890     |
| 38  | Colonnello Orazio Lorenzi                                        | 12 luglio 1896    |
| 39  | Colonnello Tommaso Moschini                                      | 1 aprile 1902     |
| 40  | Colonnello Giulio Pellegrini                                     | 1 agosto 1905     |
| 41  | Colonnello Giuseppe Durini Conte di Monza                        | 6 ottobre 1911    |
| 42  | Colonnello Giorgio Emo Conte Capodilista                         | 22 aprile 1915    |
| 43  | Colonnello Francesco Bellotti                                    | 4 aprile 1917     |
| 44  | Colonnello Paolo Celebrini Conte di S. Martino                   | 10 giugno 1918    |
| 45  | Colonnello Carlo Campari                                         | 20 febbraio 1919  |
| 46  | Colonnello Nicolao de Nobili                                     | 22 luglio 1921    |
| 47  | Colonnello Colombo Marone                                        | 1 gennaio 1923    |
| 48  | Colonnello Adriano Jones                                         | 23 luglio 1927    |
| 49  | Colonnello Giovanni Pellegrini                                   | 28 ottobre 1928   |
| 50  | Colonnello Ruggero Ubertalli                                     | 21 aprile 1930    |
| 51  | Colonnello Guido Primerano                                       | 12 febbraio 1934  |
| 52  | Colonnello Carlo Conte Ceriana Majneri                           | 27 ottobre 1934   |
| 53  | Colonnello Emilio Conte Voli                                     | 1 settembre 1938  |
|     | M.O. Elia Conte Rossi Passavanti (Comandante int. In s. v.)      | 9 giugno 1940     |
| 54  | Colonnello Giuseppe Costa                                        | 20 luglio 1940    |
| 55  | Colonnello Vincenzo Boccacci                                     | 21 aprile 1942    |
| 56  | Colonnello Alberto Lombardi                                      | 3 maggio 1943     |
|     | Nicolò Tolomeo (G:E:D: 4° Dragoni)                               | 20 novembre 1946  |
|     | Mario Zanninovich(G:E:D: 4° Dragoni)                             | 1 luglio 1948     |
| 57  | Ten. Colonnello Riccardo Martinengo Marquet                      | 1 febbraio 1949   |
| 58  | Colonnello Ugo Centofanti                                        | 1 dicembre 1950   |
| 59  | Colonnello Luigi Mecchi                                          | 1 dicembre 1951   |
| 60  | Colonnello Vincenzo Marini                                       | 3 maggio 1954     |
| 61  | Colonnello Giulio Cesare Flamini                                 | 15 novembre 1955  |
| 62  | Colonnello Mario Coppi                                           | 31 marzo 1957     |
| 63  | Colonnello Luigi Frova                                           | 1 dicembre 1958   |
| 64  | Colonnello Giovanni De Laurentis                                 | 20 settembre 1960 |
| 65  | Colonnello Franco Melotti                                        | 20 settembre 1961 |
| 66  | Colonnello Riccardo Massa                                        | 30 aprile 1963    |
| 67  | Colonnello Pasquale Lancieri                                     | 20 ottobre 1964   |
| 68  | Colonnello Giuseppe Torrigiani Marchese di Sepino e S. Cristina  | 10 ottobre 1966   |
| 69  | Colonnello Geri Honorati Marchese di Jesi                        | 11 ottobre 1967   |
| 70  | Colonnello Ugo Ricci                                             | 1 novembre 1968   |
| 71  | Colonnello Giacomo Fontana                                       | 12 agosto 1970    |
|     | Ten. Colonnello Andrea Manganaro C.te ad interim in Sede Vacante | 17 febbraio 1971  |
| 72  | Colonnello Sandro Azais                                          | 19 maggio 1971    |
| 73  | Colonnello Antonio Viglietti                                     | 1 settembre 1972  |
| 74  | Colonnello Rodolfo Puletti                                       | 29 agosto 1974    |
| 75  | Ten. Colonnello Salvatore Capochiani                             | 1 ottobre 1975    |
| 76  | Ten. Colonnello Vito De Caro                                     | 10 agosto 1976    |
| 77  | Ten. Colonnello Mauro Tomaselli                                  | 10 agosto 1978    |
| 78  | Ten. Colonnello Carlo Alfonso Giannatiempo                       | 25 agosto 1980    |
| 79  | Ten. Colonnello Lucio Grisan                                     | 10 settembre 1981 |
| 80  | Ten. Colonnello Giorgio Mirtella                                 | 1 dicembre 1982   |
| 81  | Ten. Colonnello Ferruccio Ricciarelli                            | 7 agosto 1984     |
| 82  | Ten. Colonnello Claudio Vernesi                                  | 8 agosto 1986     |
| 83  | Ten. Colonnello Alberto Sordi Arcelli Fontana                    | 21 settembre 1989 |
| 84  | Ten. Colonnello Salvatore Fadda                                  | 10 agosto 1991    |
| 85  | Colonnello Raimondo Caria                                        | 14 settembre 1993 |
| 86  | Colonnello Giuseppe Ganapini                                     | 25 agosto 1995    |
| 87  | Colonnello Ettore Fasciani                                       | 20 ottobre 1999   |
| 88  | Colonnello Orazio Lo Faro                                        | 12 ottobre 2001   |
| 89  | Colonnello Liborio Volpe                                         | 16 aprile 2004    |
| 90  | Colonnello Cesare Chiari                                         | 21 aprile 2006    |
| 91  | Colonnello Giorgio Treglia                                       | 7 marzo 2008      |
| 92  | Colonnello Maurizio Riccioni                                     | 5 settembre 2009  |
| 93  | Colonnello Gualtiero Iacono                                      | 11 dicembre 2011  |
| 94  | Colonnello Giovanni Biondi                                       | 10 agosto 2013    |
| 95  | Colonnello Angelo DI Domenico                                    | 27 novembre 2015  |
| 96  | Colonnello Igor Torti                                            | 30 novembre 2017  |
| 97  | Colonnello Davide Luigi Valente                                  | 7 dicembre 2018   |
| 98  | Colonnello Alessio Bacco                                         | 6 novembre 2020   |
| 99  | Colonnello Antonio Di Nitto                                      | 18 novembre 2022  |
| 100 | Colonnello Giacomo Tricase                                       | 04 ottobre 2024   |

## Evoluzione organica[11]
- 1683- Reggimento Dragoni di Sua Altezza Reale
- 1713- Reggimento Dragoni di Sua Maestà Reale
- 1814- Reggimento Dragoni del Re
- 1821- Reggimento Dragoni del Genevese
- 1832- Reggimento Genova Cavalleria
- 1859- Reggimento Corazzieri di Genova
- 1860- Reggimento Genova Cavalleria
- 1871- 4º Reggimento di Cavalleria (Genova)
- 1876- Reggimento di Cavalleria Genova (4°)
- 1897- Reggimento Genova Cavalleria (4°)
- 1920- Reggimento Genova Cavalleria
- 1946- Gruppo Esplorante 4° Dragoni
- 1949- 4º Reggimento Cavalleria Blindata Genova
- 1958- Reggimento Genova Cavalleria (4°)
- 1975- 4º Gruppo Squadroni Meccanizzato Genova Cavalleria
- 1993- Reggimento Genova Cavalleria (4°)

## Guarnigioni
- 1683-           Torino
- 1814-15 Torino
- 1815-21 Alessandria
- 1821-22 Pinerolo
- 1822-23 Savigliano
- 1824-25 Casale M.
- 1825-27 Venaria
- 1827-30 Savigliano
- 1830-33 Vigevano
- 1836-38 Vercelli
- 1838-41 Savigliano
- 1841-43 Torino
- 1843-45 Saluzzo
- 1845-46 Savigliano
- 1846-48 Pinerolo
- 1848-50 Casale M.
- 1850 Alessandria
- 1851 Chambery
- 1851-52 Vercelli
- 1852-55 Saluzzo
- 1855-56 Torino
- 1856-58 Savigliano
- 1858-59 Saluzzo
- 1859 Vigevano
- 1860 Saluzzo
- 1860-61 Milano
- 1861-66 Parma
- 1866-68 Firenze
- 1868-70 Caserta
- 1870-72 Napoli
- 1872-77 Vercelli
- 1877-78 Terni
- 1878-80 Capua
- 1880-84 Napoli
- 1884-87 Udine
- 1887-90 Milano
- 1890-93 Lodi
- 1893-99 Vicenza
- 1899-1904 Milano
- 1904-12 Padova
- 1912-17 Pordenone
- 1917-18 Savigliano
- 1918-26 Pordenone
- 1926-33 Bologna
- 1933-43 Roma
- 1946-47 Albenga
- 1947-  in poi Palmanova

Le sedi del Reggimento dal 1683 al 1798 sono impossibili da rintracciare in quanto il Reggimento cambiava sede almeno una volta all'anno, inoltre gli squadroni erano distaccati in varie località non avendo a disposizione baraccamenti abbastanza grandi per accasermare l'intero reggimento.